# Catasetum gladiatorium
Catasetum gladiatorium là một loài thực vật có hoa trong họ Lan. Loài này được K.G.Lacerda mô tả khoa học đầu tiên năm 1998.